# Brokkenmakerstheorie
De brokkenmakerstheorie (accident-proneness theory) stelt dat het gedrag en de persoonlijkheidsstructuur een rol spelen bij slachtoffers van een ongeval.
Door de industrialisatie was in de negentiende eeuw het aantal ongevallen sterk gestegen. In reactie daarop startte U.S. Steel in 1906 de safety-firstbeweging waarbij veel bedrijven zich aansloten. De beweging zag het onveilige gedrag van werknemers als belangrijkste oorzaak van bedrijfsongevallen. Dit werd onderbouwd door een studie die de British Industrial Fatigue Board in 1919 uit liet voeren. Greenwood en Woods stelden vast dat het aantal ongevallen niet gelijk verdeeld was over de werknemers, maar dat bepaalde werknemers meer ongevallen meemaakten dan andere. De conclusie was dat deze werknemers onhandiger waren. Door deze werknemers uit het proces te verwijderen, zouden de ongevalscijfers kunnen dalen. In de Eerste Wereldoorlog werd gebruikgemaakt van psychotechniek bij de selectie van Amerikaanse piloten en deze techniek werd daarna ook gebruikt om bepaalde werknemers te selecteren voor een baan. Eric Farmer ontwikkelde hiertoe een aestheto-kinetische testbatterij waarmee het coördinatie- en concentratievermogen getest kon worden.
Rond de Tweede Wereldoorlog ontstond steeds meer kritiek op de theorie. Allereerst valt bij een zuivere toevalsverdeling van ongevallen over personen juist te verwachten dat bepaalde personen meer ongevallen krijgen dan andere. Daarnaast was er een lage correlatie tussen de testen en de ongevallen. Ook steunde de theorie deels op verklaringen van de slachtoffers en collega's daarvan, waarvan de accuratesse over de achterliggende psychologische oorzaken betwijfeld werd. Ook had de theorie een te eenzijdige kijk op de oorzaak van ongevallen door de nadruk te leggen op de gesteldheid van het slachtoffer.
Hoewel de theorie wordt verlaten door de wetenschap, leeft het achterliggende idee dat bepaalde mensen ongevallen aantrekken nog steeds.